# 哈尔滨法政大学

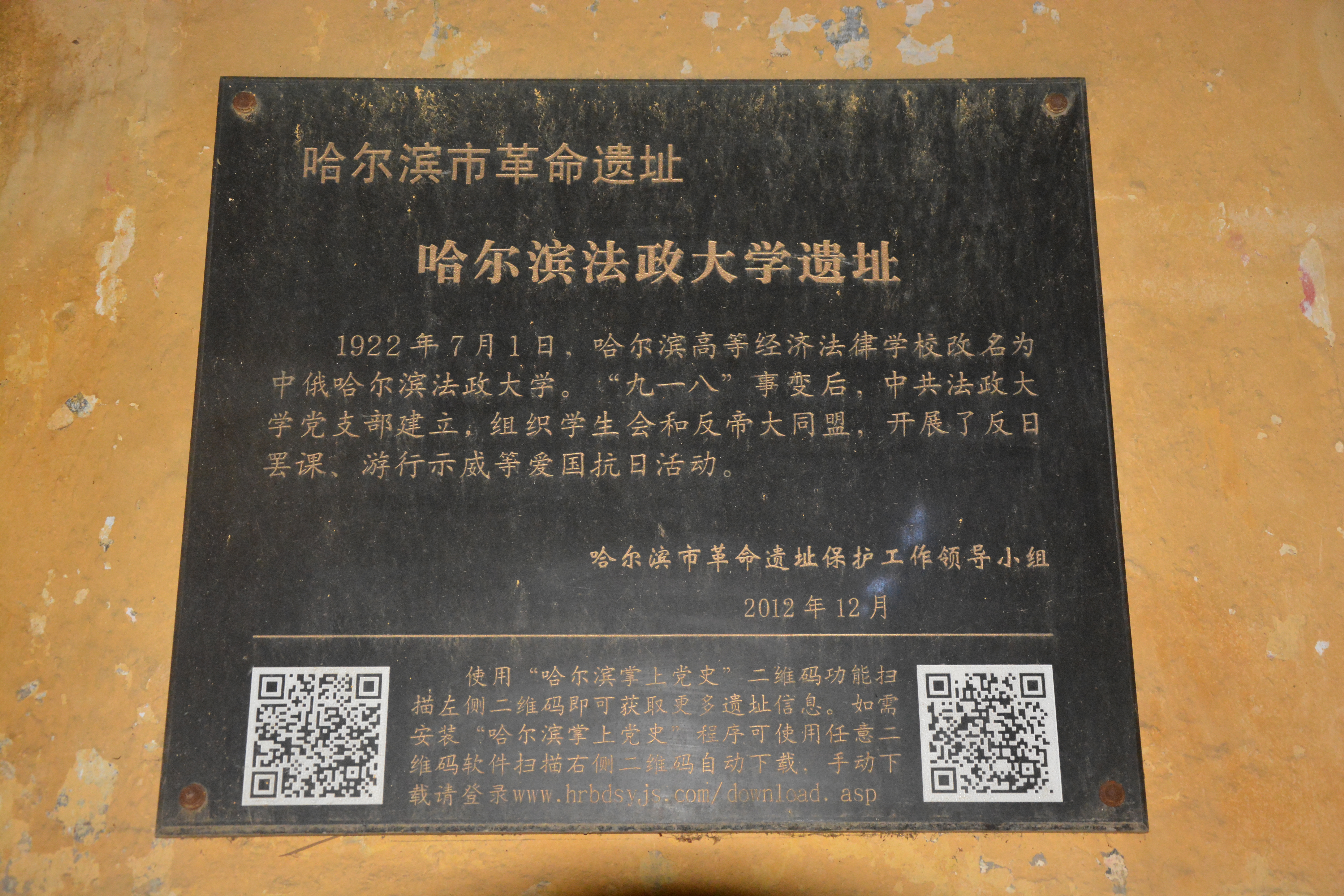
2012年12月竪立的資訊牌

哈尔滨法政大学是在黑龙江省哈尔滨市的一所俄侨文科大学。是哈尔滨历史上第一所高等学校。

## 历史
1920年，哈尔滨的俄侨人数131,073人。1920年3月1日中东铁路管理局商务学堂校长俄国法学博士Н·В·博罗佐夫(或译作亮扎挠夫斯基)在南岗区西大直街55号与工程师街交角处的中东铁路商务学堂（现为哈尔滨工业大学附属中学）开办“哈尔滨高等经济法律专门学校”，专收俄国学生，俄语授课，年经费8000金卢布由中东铁路管理局、俄人的哈尔滨大学促进会、哈尔滨市董事会拨付。校长为路标转换派学者尼古拉·乌斯特里亚洛夫，1920年底Н.И.米罗柳博夫接任。首届学生98人，其中75名正式生，23名旁听生。设立了中国学生预科，授以俄语。1922年7月1日改名为哈尔滨法政大学。
1929年3月1日，根据东省特别区长官公署107号令，东省特别区教育厅接管该校改为公立，校名改为东省特别区法政大学。
日满时期改为哈尔滨法学院。1937年6月1日关闭。